# Йозеф Фридрих Вилхелм (Хоенцолерн-Хехинген)
Йозеф Фридрих Вилхелм Франц Евгений фон Хоенцолерн-Хехинген (на немски: Josef Friedrich Wilhelm Franz Eugen von Hohenzollern-Hechingen; * (кръстен) 12 ноември 1717 в Байройт; † 9 април 1798 в Хехинген) е от 1750 г. шестият княз на Хоенцолерн-Хехинген.
Той е най-големият син на императорския генерал-фелдмаршал граф Херман Фридрих фон Хоенцолерн-Хехинген (1665 – 1733) и втората му съпруга графиня Мария Йозефа Терезия фон Йотинген-Шпилберг (1694 – 1738), дъщеря на граф Франц Албрехт фон Йотинген-Шпилберг (1663 – 1737) и фрайин Йохана Маргарета фон Швенди (1672 – 1727). Брат е на граф Франц Ксавер фон Хоенцолерн-Хехинген (1720 – 1765), австрийски императорски фелдмаршал-лейтенант.
Йозеф Вилхелм е офицер на императорска служба и през 1750 г. наследява неженения си братовчед Фридрих Лудвиг, син на княз Фридрих Вилхелм. Той обича да репрезентира, дворцовия живот и пътуването.
Той се грижи за аграрството. От 1766 г. той започва да отглежда картофи, създава втора зоологическа градина, въвежда задължителното посещаване на училище, основава през 1775 г. гимназия и латинско училище в стария дворец, строи църква в Хехинген. Съпругата му основава болница.
Княз Йозеф Фридрих Вилхелм фон Хоенцолерн-Хехинген умира на 9 април 1798 г. на 80 години, след 48-годишно управление, в Хехинген и е погребан там в манастирската църква. Понеже няма син, управлението поема племенникът му княз Херман Фридрих Ото.

## Фамилия
Йозеф Фридрих Вилхелм фон Хоенцолерн-Хехинген се жени на 25 юни 1750 г. във Виена за осемнадесетгодишната богатата испанска наследничка графиня Мария Терезия Розалия Фолх де Кардона и Силва (* 4 септември 1732, Виена; † 25 септември 1750, Виена), дъщеря на маркграф дон Франц Силвии Фокхард фон Гуадалест и Кастелново (1682 – 1739), която умира след три месеца и му оставя цялото си наследство.
На 7 януари 1751 г. той се жени в Хехинген за графиня Мария Терезия фон Валдбург цу Цайл и Вурцах (* 26 януари 1732, Именщат; † 17 януари 1802, Аугсбург), дъщеря на граф Франц Ернст фон Валдбург-Цайл-Вурцах (1704 – 1781) и графиня Мария Елеонора фон Кьонигсег-Ротенфелс (1711 – 1766). Те имат шест деца, от които само най-малката му дъщеря пораства: 
- Майнрад Йозеф Мария Фридрих (* 9 октомври 1751, Хехинген; † 28 септември 1752, Хехинген), наследствен граф на Хехинген
- Йозеф Вилхелм Франц (* 12 декември 1752, Хехинген; † 7 иили 1754, Хехинген), наследствен граф на Хехинген
- Мария Кресценция Йозефа (* 4 септември 1754, Хехинген; † 29 септември 1754, Хехинген)
- Мария Терезия Йозефина Каролина (* 3 декември 1756, Хехинген; † декември 1756, Хехинген), наследствен граф на Хехинген
- Хиронимус Йозеф Карл (* 18 април 1758, Хехинген; † 23 юни 1759, Хехинген)
- Мария Антония Анна (* 10 ноември 1760, Хехинген; † 25 юли 1797, Донауешинген), омъжена на 15 януари 1778 г. в Хехинген за княз Йозеф Мария цу Фюрстенберг (* 9 януари 1758; † 24 юни 1796)